# Behance
Behance (estilizado como Bēhance) é uma rede de sites e serviços especializada na autopromoção, incluindo consultoria e sites de portfólio online. É de propriedade da Adobe.
Entidades como Linkedin, AIGA, Adweek, Cooper-Hewitt, National Design Museum, e centro de estúdios como Art Center College of Design, Rhode Island School of Design (RISD) e a School of Visual Arts (SVA), utilizaram seus serviços.

## Adobe Portfolio
O Adobe Portfolio (anteriormente ProSite) é um aplicativo de design web da Behance, semelhante a ferramentas populares como Weebly e Joomla, conhecidos como faça você mesmo (DIY).

## Served sites
O conteúdo da rede Behance fornece uma rede de sites denominados "Served sites", que mostram o trabalho em categorias específicas, como moda, design industrial e tipografia. Em setembro de 2010, foram adicionados, design de jogos e artes digitais. Em abril de 2012, publicidade, arte e arquitetura.

## Método de ação
O método de ação é uma metodologia de produtividade projetada para profissionais criativos. Inclui uma linha de produtos de papel. Ele tinha um aplicativo online chamada "Action Method Online", mas foi descontinuado em 1 de junho de 2014.

## 99U
O 99U é um serviço anual de marketing e consultoria na cidade de Nova York. O nome 99U vem da frase de Thomas Edison: "O gênio é 1% de inspiração e 99% de transpiração". Em 2011, o 99U ganhou o Prêmio Webby por "O Melhor Blog Cultural".

## Prêmios
- 2009: Finalista do Webby Award (The Behance Network) - Categoria autopromoção/portfólio
- 2009 Finalista do Silicon Alley Insider Award – Pelo melhor produto ou serviço.[6]
- 2011 Vencedor do Prêmio Webby - Melhor blog cultural.[7]